# Luigi Diberti
Luigi Diberti (n. 29 septembrie 1939, Torino, Italia) este un actor italian. A interpretat în peste 100 de filme sau emisiuni de televiziune din 1968. A interpretat rolul lui Ettore Salimbeni în miniserialele de televiziune Caracatița 3, Caracatița 4, Caracatița 6 sau rolul Monseniorului Demetrio Antinori în serialul Al treisprezecelea apostol - Alesul.

## Filmografie
- 1968 I visionari, regia Maurizio Ponzi
- 1970 Metello, regia Mauro Bolognini
- 1971 Clasa muncitoare merge în paradis (La classe operaia va in paradiso), regia Elio Petri
- 1972 Beau masque, regia Bernard Paul
- 1972 Imputazione omicidio per uno studente, regia Mauro Bolognini
- 1972 Mimì metallurgico ferito nell'onore, regia Lina Wertmüller
- 1973 Poliția acuză, legea achită (La polizia incrimina, la legge assolve), regia Enzo G. Castellari
- 1975 Libera, dragostea mea (Libera, amore mio...), regia Mauro Bolognini
- Tutto a posto e niente in ordine, regia Lina Wertmüller (1974)
- La braca dei Biassoli, regia Giovanni Fago (1975)
- Tantum ergo, episodul I nuovi mostri, regia Dino Risi (1977)
- Mogliamante, regia Marco Vicario (1977)
- L'ultimo sapore dell'aria, regia Ruggero Deodato (1978)
- Il mistero Oberwald, regia Michelangelo Antonioni - film TV (1981)
- Un uomo in trappola, regia Vittorio De Sisti - miniserie TV (1985)
- Caracatița 3, regia Luigi Perelli - miniserie TV (1987)
- Ultimo minuto, regia Pupi Avati (1987)
- Caracatița 4, regia Luigi Perelli - miniserie TV (1989)
- Il segreto, regia Francesco Maselli (1990)
- Il caso Martello, regia Guido Chiesa (1992)
- Magnificat, regia Pupi Avati (1993)
- Poliziotti, regia Giulio Base (1995)
- Nemici d'infanzia, regia Luigi Magni (1995)
- Va' dove ti porta il cuore, regia Cristina Comencini (1996)
- Isotta, regia Maurizio Fiume (1996)
- La sindrome Stendhal, regia Dario Argento (1996), film de groază
- Roseanna's Grave, regia Paul Weiland (1997)
- Il maresciallo Rocca 2 - serie TV (1998)
- Sotto la luna, regia Franco Bernini (1998)
- Guardami, regia Davide Ferrario (1999)
- Si fa presto a dire amore, regia Enrico Brignano e Bruno Nappi (2000)
- Tobia al caffè, regia Gianfranco Mingozzi (2000)
- Padre Pio - Tra cielo e terra, regia Giulio Base - miniserie TV (2000)
- L'ultimo bacio, regia Gabriele Muccino (2001)
- Il trasformista, regia Luca Barbareschi (2002)
- Emma sono io, regia Francesco Falaschi (2003)
- Poco più un anno fa - Diario un pornodivo, regia Marco Filiberti (2003)
- Amorfù, regia Emanuela Piovano (2003)
- Le mani in faccia, episodul Sei pezzi facili, regia Daniele Basilio (2003)
- Noi, regia Peter Exacoustos - miniserie TV (2004)
- Tartarughe sul dorso, regia Stefano Pasetto (2004)
- Saturno contro, regia Ferzan Özpetek (2007)
- Come tu mi vuoi, regia Volfango De Biasi (2007)
- Chiara e Francesco, regia Fabrizio Costa - miniserie TV (2007)
- Tutti i rumori del mondo, regia Tiziana Aristarco - film TV (2007)
- Sanguepazzo, regia Marco Tullio Giordana (2008)
- Einstein, regia Liliana Cavani - miniserie TV (2008)
- Tutti pazzi per amore - serie TV (2008-2011)
- Apparitions - miniserie TV (2009)
- Il tredicesimo apostolo - Il prescelto, regia Alexis Sweet - miniserie TV (2012)